# Lijst van spelers van Olympique Lyonnais
Deze lijst omvat voetballers die bij Olympique Lyonnais spelen of hebben gespeeld. 

### Argentinië
- Lisandro López (2009-2013)

### België
- Eric Deflandre (2000-2004)
- Jason Denayer (2018-)
- Malick Fofana (2024-)

### Brazilië
- Sonny Anderson (1999-2003)
- Cris (2004-2012)
- José Edmílson (2000-2004)
- Caçapa (2000-2007)
- Giovane Élber (2003-2005)
- Fred (2005-2009)
- Juninho (2001-2009)
- Nilmar (2004-2006)

### Comoren
- Warmed Omari

### Denemarken
- Joachim Andersen

### Duitsland
- Jerome Boateng (2021-2023)

### Frankrijk
- Hugo Lloris (2008-2012)
- Éric Abidal (2004-2007)
- Hatem Ben Arfa (2004-2008)
- Karim Benzema (2005-2009)
- Alain Caveglia (1996-1999)
- Serge Chiesa
- Nestor Combin (1959-1964)
- Grégory Coupet (1997-2008)
- Vikash Dhorasoo (1998-2001) & (2002-2004)
- Fleury Di Nallo
- Jean Djorkaeff (1958-1966)
- Raymond Domenech (1970-1977)
- Ludovic Giuly (1994-1998)
- Sidney Govou (1999-2010)
- Bernard Lacombe (1969-1978)
- André Lerond (1951-1959)
- Péguy Luyindula (2002-2004)
- Florent Malouda (2003-2007)
- Steve Marlet (2000-2001)
- Florian Maurice (1991-1997)
- Reynald Pedros (1997-1998)
- Jean Tigana (1978-1981)
- Tony Vairelles
- Philippe Violeau
- Sylvain Wiltord (2007-2009)
- Pierre-Alain Frau (2004-2005)
- Timothée Kolodziejczak (2009-2012)

### Ghana
- Michael Essien (2003-2005)
- John Mensah (2008-2012)
- Abédi Pelé (1993-1994)

### Italië
- Fabio Grosso (2007-2009)

### Kameroen
- Marc-Vivien Foé (2000-2003)
- Jean Makoun (2008-2011)
- Joseph-Désiré Job (1996-1999)

### Mali
- Mahamadou Diarra (2002-2006)
- Frédéric Kanouté (1997-2000)

### Nederland
- Michel Valke (1987-1989)
- Memphis Depay (2017-2021)
- Kenny Tete (2017-2020)

### Noorwegen
- John Carew (2005-2007)

### Paraguay
- Roberto Cabañas (1990-1991)

### Portugal
- Mário Coluna (1970-1971)
- Tiago (2005-2007)

### Spanje
- Pape Diop (2017-heden)

### Tsjechië
- Milan Baroš (2007-2008)

### Zweden
- Kim Källström (2006-2012)

### Zwitserland
- Xherdan Shaqiri (2021-2022)